# 谷地村政幸
谷地村 政幸（やちむら まさゆき、1982年12月29日 - ）は、日本の元ラグビー選手。

## プロフィール
- 青森県出身。
- ポジションはプロップ(PR)。
- 身長 177cm、体重 115kg
- ニックネームはヤチ。
- 学生日本代表に選ばれたことがある[1]
- U23日本代表に選ばれたことがある[2]。

## 略歴
2001年、三本木農業高校卒業後、拓殖大学に入る。
2005年、拓殖大学卒業後、トヨタ自動車ヴェルブリッツに加入。同年10月23日に行われたジャパンラグビートップリーグ第6節のリコーブラックラムズ戦に途中出場で公式戦初出場を果たす。
2013年、現役を引退した。